# らじまろ
らじまろは、中部日本放送（CBCラジオ）のハイパーナイト金曜日に放送されていたトーク番組である。放送時間は23時30分～24時30分の60分間。パーソナリティは地元・三重県出身のミュージシャンのうたまろ。2006年4月7日放送開始。2007年3月30日終了。

## コーナー
- なまりく - リスナーのリクエストに答えてうたまろが生ライブを行う。
- こだわり逸品堂 - 毎回ゲストを迎えて“こだわりの逸品”についてトークする。

## 出演者
- うたまろ

## 過去の出演者
- 中橋かおり（CBCアナウンサー、2006年4月~9月）